# 칼부코산
칼부코산(스페인어:  Volcán Calbuco)은 칠레의 안데스산맥에 있는 성층 화산으로, 지금도 활동중이다. 로스라고스 주에 있으며, 양키우에 호의 남동쪽, 차포 호의 북서쪽에 위치하고 있다. 2015년에 대폭발하여 엄청난 화산재를 분출하였다.

## 2015년 대폭발
환경적 피해
- 화산재에 덮여서 농작물이 피해를 입었다.
- 하천과 양식장의 물고기들이 떼죽음을 당했다.
- 햇빛이 차단되어 기온이 내려 갔다.

사회적 피해
- 사람들은 마스크나 수건 등으로 호흡기를 막고 대피해야 했다.
- 학교 수업이 중단되었다.
- 도로 교통이 마비되고, 항공기 운항이 금지되었다.
- 물이나 식료품을 구하기 어렵게 되었으며, 은행에서 현금을 대량 인출하는 등 극심한 혼란이 발생했다.

경제적 피해
- 건물이 무너졌으며, 자동차가 파괴되고, 도로가 차단되었다.
- 대부분의 상점들이 문을 닫는 등 경제 활동이 크게 위축되었다.
- 어업과 관광업을 비롯한 여러 산업 분야에서 큰 타격을 입었다.